# ナスタージョ・デリ・オネスティの物語、第二話
『ナスタージョ・デリ・オネスティの物語、第二話』（ナスタージョ・デリ・オネスティのものがたり、だいにわ、西: La Historia de Nastagio degli Onesti (segundo episodio)、英: The Story of Nastagio degli Onesti, part two）は、イタリア初期ルネサンス絵画の巨匠サンドロ・ボッティチェッリが1483年に板上にテンペラで描いた絵画である。本作は4点の連作のうちの『第二話』で、元来4点はフィレンツェのプッチ家のコレクションにあった。1868年、この連作は売却され、何人かの所有者を経た後、『第四話』(プッチ宮、フィレンツェ) を除く3点はスペインのフランシスコ・カンボー (Francisco de Asís Cambó Batlle) 氏のコレクションに入った。3点は氏の寄贈で1941年にマドリードのプラド美術館に寄贈され、現在、プラド美術館に展示されている。

## 背景
本作は、1483年にアントニオ・プッチ (Antonio Pucci) が息子ジャンノッツォ (Giannozzo) とルクレツィア・ビーニ (Lucrezia Bini) との結婚式の際に依頼した4点の連作のうちの1点で、2人の結婚式場の装飾用に描かれた。
研究者は、この連作の全体の意匠と何人かの人物像をボッティチェッリに帰属しているが、画家としての絶頂期にあったボッティチェッリは多忙を極めていたため、制作には助手のバルトロメオ・ディ・ジョヴァンニとヤコポ・デル・セッライオの手が入っているとみている。特に最初の3枚はバルトロメオ・ディ・ジョヴァンニ、4枚目はヤコポ・デル・セッライオに委ねられた。
これらの絵画は、1868年に売却されるまでフィレンツェのプッチ宮にあった。上述のように最初の3点は現在プラド美術館にあり、最後の1点はイギリス、オックスフォードシャーのチャールベリーにあるワトニー・コレクションにしばらく所蔵された後、今は元の場所プッチ宮にある。

## 作品

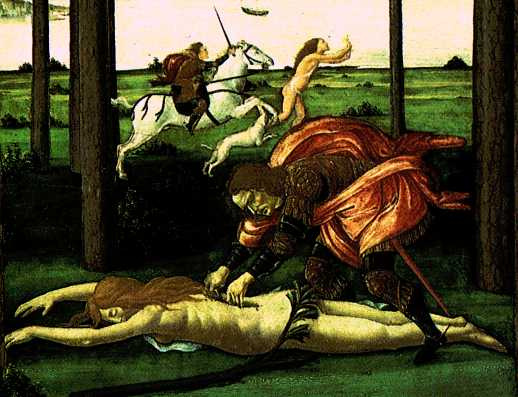
部分

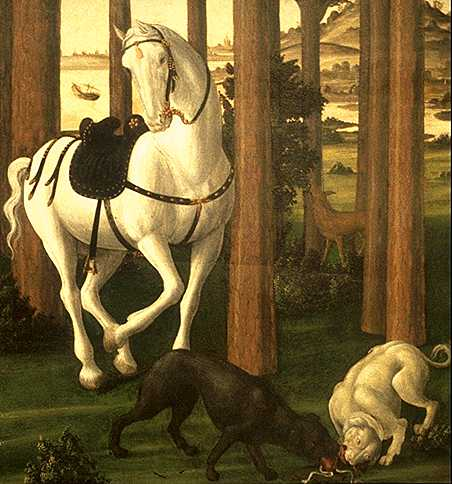
部分

ラヴェンナの貴族である『ナスタージョ・デリ・オネスティの物語』は、ジョヴァンニ・ボッカッチョによる『デカメロン』の5日目の8番目の物語である。このテーマは、恋愛のハッピーエンディングのために選択されたものである。パオロ・トラヴェルサーリ (Paolo Traversari) の娘はナスタージョの求愛を拒否するが、別の女性が恋人に対する同じ冷酷さの罪によって地獄の刑罰を受けるのを目撃した後、気が変わり、ナスタージョと結婚式を挙げる。
物語の『第一話』では、ナスタージョが馬上の騎士と犬に追いかけられる女性を目撃する。続く『第二話』の本作では、騎士がナスタージョに身の上話をする。騎士はかつてラヴェンナに生きていたナスタージョの先祖グイド・デリ・アナスタージ (Guido degli Anastagi) の亡霊で、グイドもまた若い女性を愛していたが、彼女に拒絶され自殺した。女性は彼の死を悲しまず、自身が死んだ後、その無情さで地獄に落ちる。
地獄で、2人はグイドが彼女を追跡し続けるという罰を受ける。この追跡は、彼女がグイドを無視した月の数と等しい年数、毎週金曜日に繰り返されることになっていた。女性はグイドに追跡され、追いつかれるたびに切り殺されて、内臓を犬の餌食にされるが、しばらくすると生き返り、また同じ苦痛を味わうという責め苦を受ける。本作には、その責め苦の逐一が描き出されている。
場面を目撃した当初ナスタージョは恐れをなし、逃げようとするが、後にこの出来事を利用して、自分の冷たい恋愛相手を家族とともにこの場に招待しようと決める。その場面は次の『第三話』に描かれている。

## ギャラリー

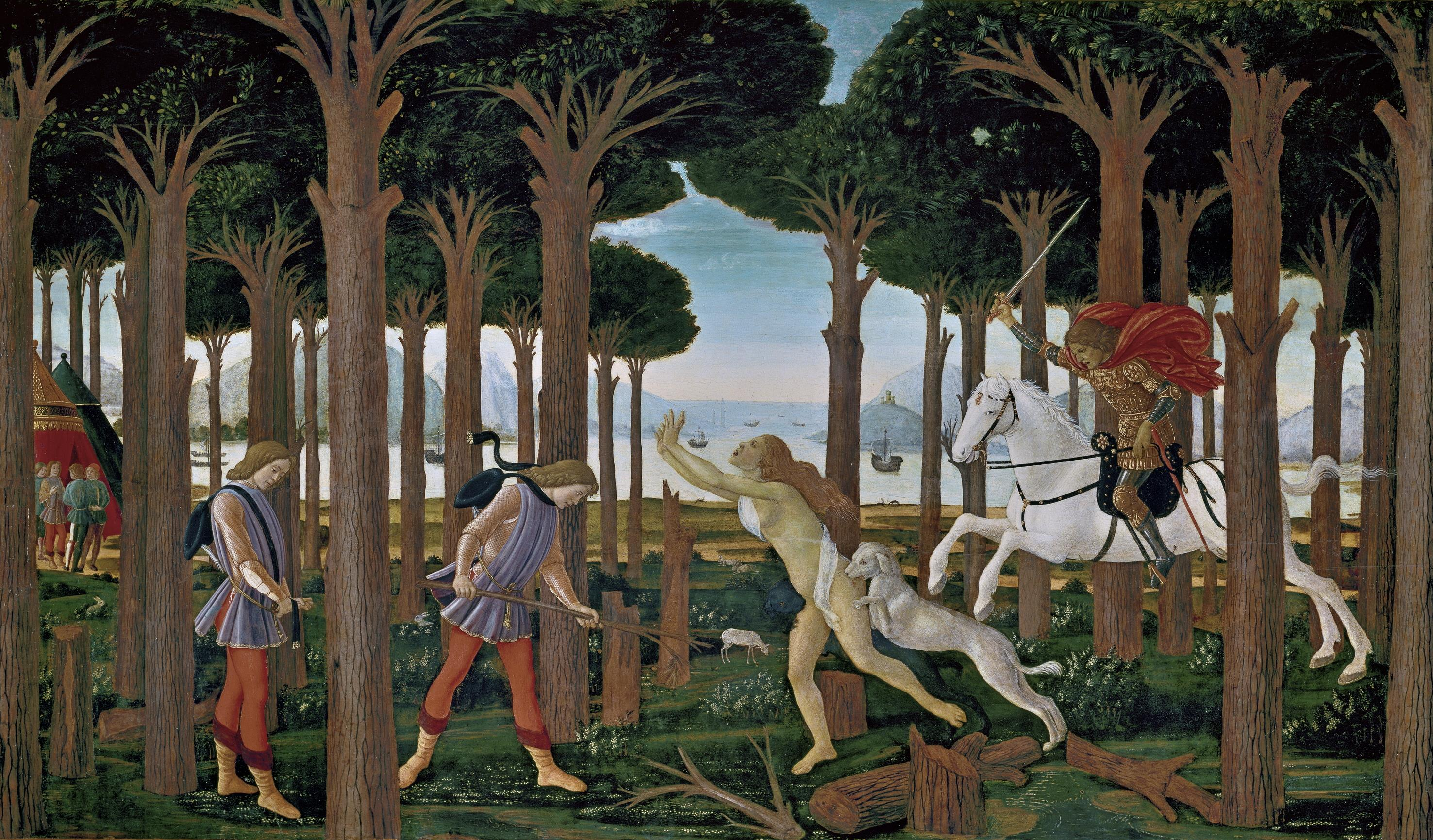
『ナスタージョ・デリ・オネスティの物語、第一話』、プラド美術館
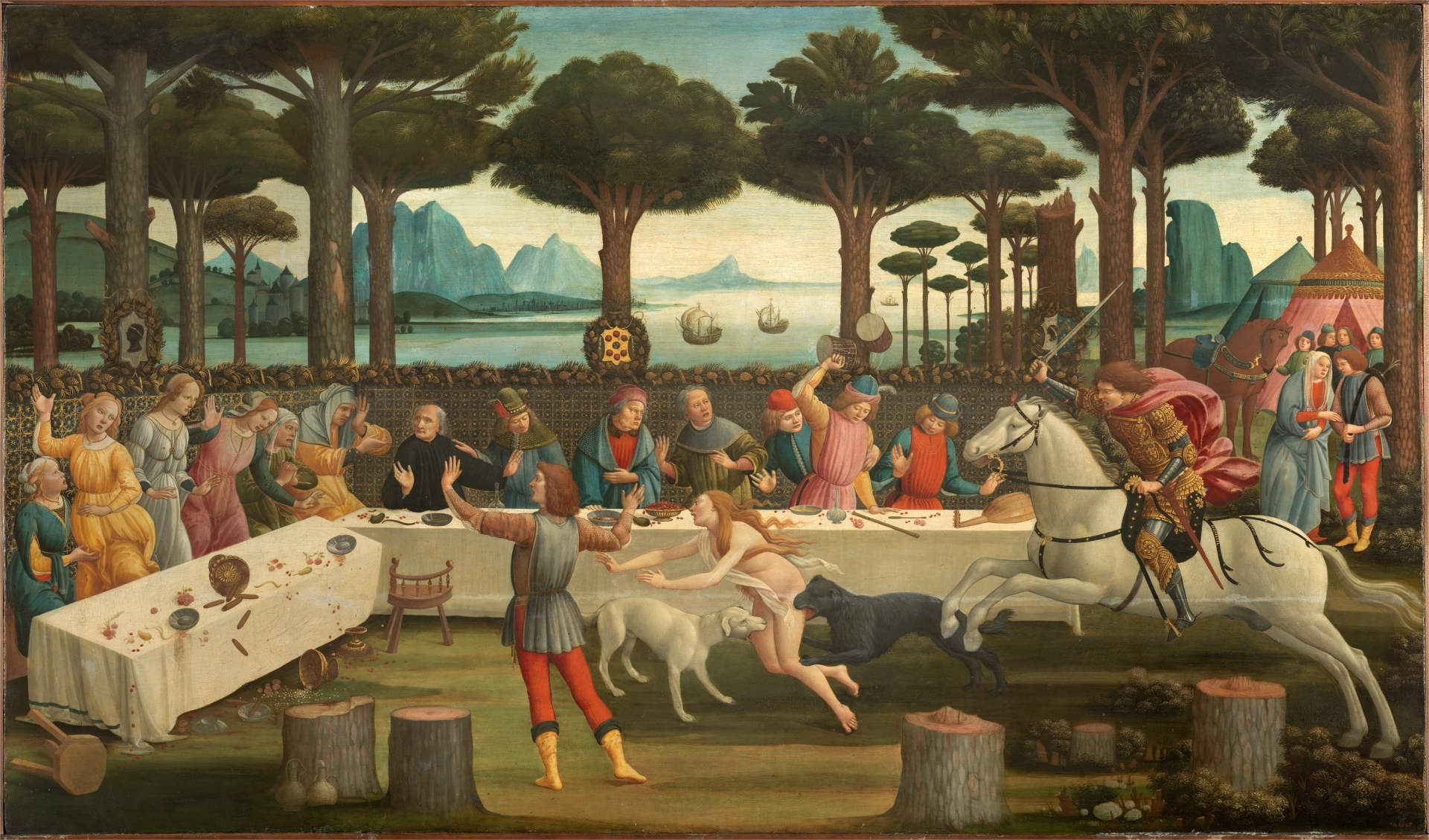
『ナスタージョ・デリ・オネスティの物語、第三話』、プラド美術館
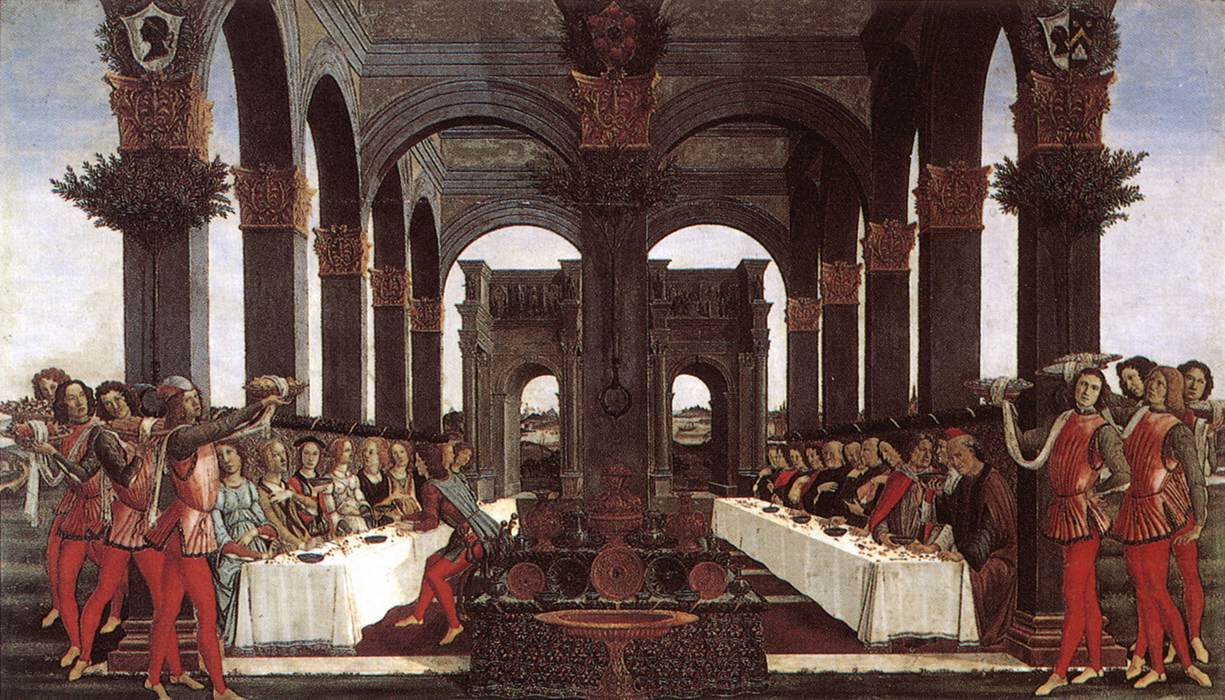
『ナスタージョ・デリ・オネスティの物語、第四話（イタリア語版）』、プッチ宮 (フィレンツェ)